# Lee Hyung-chul
Lee Hyung-chul (* 13. Dezember 1969 in Gimje) ist ein südkoreanischer Boxer im Superfliegengewicht.

## Profikarriere
1987 begann er seine Profikarriere und verlor seinen Debütkampf. Am 18. September 1994 boxte er gegen Katsuya Onizuka um den Weltmeistertitel des Verbandes WBA und siegte durch technischen K. o. in Runde 9. Diesen Titel verteidigte er insgesamt nur ein Mal und verlor ihn im Juli des darauffolgenden Jahres an Alimí Goitía durch klassischen Knockout. 
1996 beendete er seine Karriere.